# Iquiracetima ceruri
Iquiracetima ceruri là một loài bọ cánh cứng trong họ Cerambycidae.